# Istota właściwa rogówki

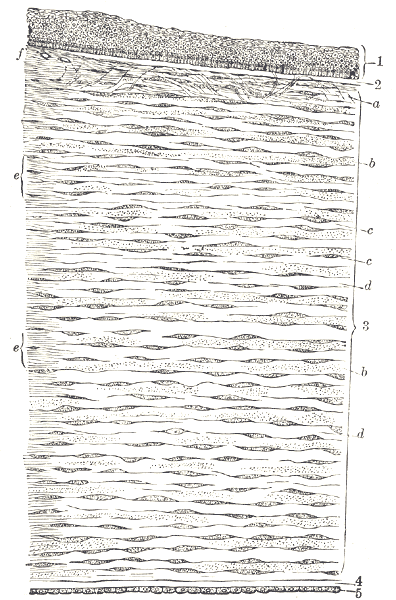
Przekrój ludzkiej rogówki na granicy przejścia w twardówkę.
1. Nabłonek zewnętrzny.
2. Blaszka graniczna przednia rogówki.
3. Istota właściwa rogówki.
a. Ukośne włókna przedniej warstwy istoty właściwej.
b. Błona włókien, które są przecięte w poprzek dając kropkowany obraz.
c. Ciałka rogówkowe (fibrocyty) o kształcie wrzecionowatym w tym przekroju.
d. Błona włókien, które są przecięte podłużnie.
e. Przejście w twardówkę z bardziej wyróżniającym się układem włókien oraz otoczeniem przez grubszy nabłonek.
f. Małe naczynia krwionośne przechodzące blisko brzegu rogówki
4. Blaszka graniczna tylna rogówki.
5. Śródbłonek komory przedniej gałki ocznej.

Istota właściwa rogówki, warstwa właściwa, zrąb (łac. substantia propria corneae) – w anatomii oka człowieka tkanka środkowa rogówki, stanowiąca ok. 90% jej grubości. Składa się z blaszek kolagenowych, stałych komórek rogówki oraz komórek wędrujących.